# ۷۲۸ (میلادی)
۷۲۸ (میلادی) هفتصد و بیست و هشتمین سال تقویم میلادی است.

## درگذشتگان
‎